# ICE BAHN
ICE BAHN（アイスバーン）は、日本のヒップホップクルー。2001年結成。

## メンバー
- 玉露 （MC、トラックメイカー、本名：畔柳慎一) - 神奈川県葉山出身[3]。
- KIT （MC、トラックメイカー) - 神奈川県横須賀市出身[3]。旧名JAP KIT
- FORK （MC、本名：田中貴之) - 神奈川県横浜市出身[3]。旧名FORK MASTER、TAKA
- BEAT奉行 （DJ、トラックメイカー) - 2012年加入[4]。

### 旧メンバー
- MEGU BURST （DJ、トラックメイカー) - 2005年7月30日脱退
- DJ BOLZOI （DJ、トラックメイカー) - 東京都大田区出身

## 略歴
玉露とKITは高校時代の同窓生。KIT、FORK、BOLZOIは大学時代の同窓生。MEGU BURSTは玉露と同じ予備校に通っていた。FORKは大学時代に別のヒップホップグループに所属して活動していたが、メンバーとの仲違いにより脱退するに至り、その後大学で親しかったKITに引き入れられる形でICE BAHNに加入した。ユニット名はスノボー中にアイスバーンで負傷した玉露の熱い血が凍えた雪に流れ、それを記念に撮った写真からKITがインスピレーションを得て命名された。MC3人の共通の趣味はサッカー。アーティスト仲間とチームを組んでいる。アルファのTSUBOIとは一緒に過ごす時間が多い。
B-BOY PARK 2003のMCバトルではFORKが妄走族(当時)の般若とのバトルに勝利したが、その判定に納得がいかなかった妄走族がステージに乱入し、ICE BAHNと衝突する騒動となった。また、同大会で運営の不手際が重なった(B BOY PARK#2003年のMCバトルでの事件を参照)ことで2004年のB-BOY PARKのMCバトルは開催されなかった。般若とFORKは、MCバトルで戦う前に既に知り合っていたことから、バトル中に般若がFORKを本名の「タカ」と呼ぶシーンがあった。
BOLZOIの脱退によりDJが居なくなったため、かねてよりトラックメイクを担当することが多くメンバーと親交の深かったBEAT奉行が加入。ところが、純粋なトラックメーカーであったため加入当初はDJが全く出来ず、メンバーを驚かせた。

## MCバトル戦績
- ICE BAHN
  - 3 ON 3 FREESTYLE MC BATTLE 2005 GRAND CHAMPION SHIP 優勝[2][6]
- 玉露
  - B-BOY PARK MC BATTLE 2001 ベスト16 & ROCK-Tee賞
  - B-BOY PARK MC BATTLE 2002 第3位 & KEN-BO賞[7]
  - B-BOY PARK MC BATTLE 2017 ベスト4
- FORK
  - B-BOY PARK MC BATTLE 2002 ベスト16 & ROCK-Tee賞
  - B-BOY PARK MC BATTLE 2003 第3位
  - ULTIMATE MC BATTLE 2006 GRAND CHAMPION SHIP 優勝[6][7]
  - KING OF KINGS GRAND CHAMPIONSHIP 2021 優勝[8]

## ディスコグラフィー
詳細は、公式ディスコグラフィーを参照。

### アルバム
|     | タイトル    | 発売日         | レーベル            | 備考                                           |
| --- | ----------- | -------------- | ------------------- | ---------------------------------------------- |
| 1st | STARTREC    | 2003年12月25日 | Pヴァインレコード   |                                                |
| 2nd | OVER VIEW   | 2008年7月11日  | BBP RECORDS         | 当初は『向こう側』というタイトルの予定だった。 |
| 3rd | Loose Blues | 2011年11月11日 | HAMMER HEAD RECORDS |                                                |
| 4th | RHYME GUARD | 2013年7月12日  | HAMMER HEAD RECORDS |                                                |
| 5th | LEGACY      | 2018年11月21日 | HAMMER HEAD RECORDS |                                                |

### EP・ミニアルバム
- 『JACK HAMMER』 (2006年6月3日、HAMMER HEAD RECORDS)[10]
- 『現盤』 (2011年11月11日、HAMMER HEAD RECORDS) ※ライブ会場限定777枚[11]

### シングル
- 「IB法」 (2003年8月23日) ※アナログ限定[2]
- 「CODE NAME」 (2011年9月9日、HAMMER HEAD RECORDS)

### 客演
- KIN DA SHER'ROCK, ネオ字音, 大超, LAUGH, ICE BAHN, FRONT, MOTOY, KENSHIN, HIBIKI 「mic relay」 (「REVOLUTION 01 (MIXTAPE)」収録)
- CUT-B PROJECT (HIBIKI, 玉露, JAP KIT, FORK, MASTER, YOUTH, 弘光) 「CBP」 (「B BOY PARK 2002 SOUND TRACK ALBUM」収録)
- D.M.R 「五輪 feat. ICE BAHN」 (「GUMBO」収録)
- DJ KOHNO　「ING feat. ICE BAHN」　(「JOYRIDE」収録)
- DJ MITSU THE BEATS　「SAT feat. ICE BAHN」　(「UNIVERSAL FORCE」収録)
- DJ NAPEY 「HUNGRY RHYMER」 (「NAPEY's works +α」収録)
- DJ NAPEY 「クラウチングロケット」 (「NAPEY's works +α」収録)
- DJ NAPEY 「クラウチングロケット(大怪我MIX)」 (「NAPEY's works +α」収録)
- DJ NAPEY 「KOBE CLIANT」 (「NAPEY's works +α」収録)
- DJ NAPEY 「IB法」 (「NAPEY's works +α」収録)
- DJ NAPEY 「韻守運転 feat. ICE BAHN」 (「FIRST CALL」収録)
- DJ NAPEY 「stILL feat. ICE BAHN」 (「NAP TRAP!」収録)
- KENSHIN 「満足プライベート(^-^)/ feat. ICE BAHN」 (「Popkorn Magic」収録)
- RE:YOKOHAMA ALL STARS 「RE:YOKOHAMA (DJ BOLZOI REMIX)」 (「RE:YOKOHAMA」収録)
- ORIGINAL SOUL CREW 「旅姿 feat. ICE BAHN」 (「独魂」収録)
- DARTHREIDER 「DO IT YOURSELF (DJ BOLZOI REMIX)」 (「蝕BREAKS vol.1」収録)
- 随喜と真田2.0 「ライムボカン feat. ICE BAHN」 (「FESTA A SHIT DI TORO」収録)
- DJ MINOYAMA feat. ICE BAHN 「THE GAME OF LIFE」 (「BAY SIDE」収録)
- ICE BAHN & YOUTH 「韻トロデュース」 (「shibuya Nuts presents this is...」収録)
- マイクアキラ 「まだまだYet feat. ICE BAHN」 (「THE RAP IDOL」収録)
- 028(Ojiba) 「System feat. 玉露(ICE BAHN)」 (「Time is Fire」収録)
- LIFE EARTH 「どしゃぶりマイク feat. KEN THE 390, CHANNEL, FORK, 鎮座DOPENESS」 (「PAINT THE TOWN」収録)
- CHANNEL 「スメルライカ HIIP HOP feat. FORK(ICE BAHN)」 (「1gの幸せ」収録)
- MCU 「FREE 3 MC'S 1 feat. CHANNEL, FORK」 (「SHU･HA･RI ～STILL LOVE～」収録)

### その他
- ICE BAHN 「NO. 18」 (「神髄 ～B of the Essence～」収録)
- ICE BAHN 「ハイリスクハイリターン」 (「神髄 ～B of the Essence～」収録)
- ICE BAHN 「HHR」 (「NEUTRAL」収録)
- ICE BAHN 「Okay」 (「アングラの詩的な進化論 VOL.2」収録)
- ICE BAHN 「Freestyle」 (「B BOY PARK 2001 新たなる道へ・・・」収録)
- ICE BAHN 「HUNGRY RHYMER (REMIX)」 (「B BOY PARK 2002 SOUND TRACK ALBUM」収録)
- ICE BAHN 「Freestyle」 (「REVOLUTION 01 (MIXTAPE)」収録)
- ICE BAHN 「KICK力」 (「REVOLUTION 01 (MIXTAPE)」収録)